# گنو سگرس
 گنو سگرس (انگلیسی: Geno Segers؛ زادهٔ ۴ مارس ۱۹۷۸) یک هنرپیشه اهل ایالات متحده آمریکا است.از آثار مطرح او میتوان به مجموعه تلویزیونی بانشی اشاره کرد.